# 神宗 (西夏)
神宗（しんそう）は、西夏の第8代皇帝。諱は遵頊。

## 生涯
皇族の斉忠武王李彦宗の子。天慶10年（1203年）に斉王となった。皇建2年（1211年）に叔父の襄宗を廃して即位。神宗はモンゴルと友好関係を深める一方で、その侵攻を受け衰退する一方だった金と開戦した。しかし金の抗戦を受けて思うように進まず、かえって国力を衰退させた。また内治では権臣として権勢を高めていたアジャ・ガンボの専横を抑えきれず、皇帝権力の弱体化を招いた。光定9年（1219年）にはチンギス・カンより大西征のためによる派兵要求を受けるが、アジャ・ガンボの強硬な反対で派兵を拒否。これがチンギス・カンの西夏再征の口実となった。このため、神宗は金の宣宗に講和と従属、援軍を求めたが金には拒絶され、南宋と手を結んで頽勢挽回を図るも金軍の侵攻を受けて敗れた。また、チンギス・カンの侵攻を恐れて中興府から西涼府に遷都している。
度重なる戦乱は西夏国土の荒廃を招き、民衆からは怨嗟の声が満ち満ちた。後継者問題でも皇太子としていた長男の李徳任を廃して次男の李徳旺を立てるなど、その政策は支離滅裂を極めた。
光定13年（1223年）にモンゴルの第4次西夏遠征が開始されると、皇太子の李徳旺に譲位した。これは亡国の皇帝として後世に名を残すことを恐れてのことだという。そして神宗は西夏唯一の上皇となった。その3年後の乾定4年（1226年）に死去した。享年64。